# Seymour Brussel
Seymour Brussel, né le 19 septembre 1958 à Paris, est un humoriste et comédien français devenu praticien en développement personnel et ostéopathe. Il est aussi professeur de français. Il est membre jusqu'en 1988 du groupe humoristique des Inconnus.

## Biographie

### Carrière artistique
Sorti de l’École normale primaire en 1980, Seymour Brussel se passionne pour la comédie et se fait connaître en 1982 au petit théâtre de Philippe Bouvard. Il y côtoie Smaïn et ceux qui forment avec lui, à cette première époque, le groupe des Inconnus jusqu'en 1988 (date de son départ), à savoir Bernard Campan, Didier Bourdon et Pascal Légitimus, dont il a coécrit le spectacle T’as pas vu mes bananes en 1980. Il est notamment à l'affiche de Laissez les vivre, le premier spectacle des Inconnus dont les représentations ont lieu au théâtre du Splendid du 12 juin au 15 juillet 1986. Seymour Brussel contribue à la rédaction du sketch Les Pétasses qu'il joue un temps avec le trio.
En 1985, Seymour Brussel est à l'affiche du film Le téléphone sonne toujours deux fois !! de Jean-Pierre Vergne dans le rôle de Franck aux côtés notamment de Smaïn, Bernard Campan, Pascal Légitimus et Didier Bourdon. À cette époque, les cinq comédiens forment un groupe nommé « Les Cinq » qui sera dissous avec le départ de Smaïn et un temps renommé « Les Cat Car and co » avant de devenir « Les Inconnus »,.
En 1988, avec son départ du groupe, Seymour Brussel tente une carrière solo, mais c'est un échec et il met entre parenthèses sa carrière de comédien pour s'investir dans celle de thérapeute. Entre 1992 et 1993, il est toutefois metteur en scène du spectacle C'est vous qui voyez, du duo comique Chevallier et Laspalès (des anciens comme lui du petit théâtre de Bouvard) et apparaît en 1998 dans le film Ça n'empêche pas les sentiments de Jean-Pierre Jackson aux côtés de ce même duo, dans un rôle de garagiste.
En 2011 et 2012, il écrit et joue au théâtre de l’Archipel à Paris le spectacle Ma patiente a des limites.

### Reconversion en bioénergéticien
Il ouvre un cabinet de thérapie complémentaire en 1990 et devient membre du Groupement national pour l'organisation des médecines alternatives (GNOMA) en 1992.

## Filmographie
- 1982 : Le Petit Théâtre de Bouvard (émission télévisée) : différents personnages
- 1985 : Vélodrame : le chauffeur
- 1985 : Le téléphone sonne toujours deux fois : Franck
- 1998 : Ça n'empêche pas les sentiments : le garagiste

## Publications
- Le Corps auto-guérisseur, éditions Dervy, avril 2008 ; éditions Trédaniel, 2022;

- La Peur, origine de nos maladies, éditions Dervy, avril 2009 ; éditions Trédaniel, 2022;

- Un chemin vers l'Être. À la rencontre du partenaire silencieux, éditions Dervy, 2010 ;

- Le secret de nos vies intérieures, éditions Dervy, 2011 ;

- Ma patiente a des limites, texte du spectacle, éditions Seymour Brussel, 2012.